# 斯普林代爾 (新澤西州)
斯普林代爾（英語：Springdale）是位於美國新澤西州康登縣的普查規定居民點。

## 人口
根據2020年美國人口普查的數據，斯普林代爾的面積為13.86平方千米，當中陸地面積為13.85平方千米，而水域面積為0.01平方千米。當地共有人口14811人，而人口密度為每平方千米1,068.61人。